# David Lammy
David Lindon Lammy (ur. 19 lipca 1972 w Londynie) – brytyjski polityk, członek Partii Pracy, od lipca 2024 minister spraw zagranicznych Wielkiej Brytanii w rządzie Keira Starmera. Poseł do Izby Gmin od 2000. 

## Życiorys
Jego rodzice pochodzą z Gujany w Ameryce Południowej. Gdy miał 12 lat ojciec opuścił rodzinę, a jego i jego czworo rodzeństwa wychowywała samotnie matka. Jako dziesięciolatek zdobył stypendium chóralne, co umożliwiło mu rozpoczęcie nauki w The King's School w Peterborough. Wykształcenie akademickie zdobył studiując prawo w Londynie w School of Oriental and African Studies (Law School) i na Uniwersytecie Harwarda w Stanach Zjednoczonych. 
Po raz pierwszy został posłem do Izby Gmin w 2000 roku, w wyborach uzupełniających w londyńskim okręgu Tottenham. W kolejnych wyborach parlamentarnych uzyskiwał reelekcje z tego okręgu wyborczego. Zanim został szefem brytyjskiej dyplomacji, łącznie przez osiem lat sprawował kilka ministerialnych funkcji w rządach laburzystowskich premierów — Tony'ego Blaira i Gordona Browna. Następnie wchodził w skład gabinetu cieni Keira Starmera jako lord kanclerz i minister sprawiedliwości (2020–2021), a od 2021 jako minister spraw zagranicznych. Objął ten sam resort w gabinecie utworzonym przez Starmera po zwycięskich dla Partii Pracy wyborach w 2024.
Od 2005 roku jest żonaty z malarką Nicolą Green, z którą ma troje dzieci. W czerwcu 2024 roku magazyn „Tatler” umieścił ich na drugim miejscu w rankingu najbardziej wpływowych par brytyjskiego życia publicznego.